# João Geraldo Kuhlmann
João Geraldo Kuhlmann, född 2 december 1882 i Blumenau, Santa Catarina, Brasilien, död 13 mars 1958 i Rio de Janeiro, var en brasiliansk botaniker.
Auktorsnamnet Kuhlm. kan användas för João Geraldo Kuhlmann i samband med ett vetenskapligt namn inom botaniken; se Wikipediaartiklar som länkar till auktorsnamnet.